# Nicolae Iolu
Nicolae Iolu (n. secolul al XX-lea – d. secolul al XX-lea) a fost un pilot român de aviație, as al Aviației Române din cel de-al Doilea Război Mondial.

## Biografie
A absolvit Școala de subofițeri naviganți la 1 decembrie 1939, obținând brevetul de pilot de război și fiind avansat la gradul de adjutant stagiar aviator.
Adjutantul stagiar av. Nicolae Iolu a fost decorat cu Ordinul Virtutea Aeronautică de război cu spade, clasa Crucea de Aur cu 1 baretă (4 noiembrie 1941) „pentru eroismul dovedit în lupta aeriană dela Rezeni, când a doborît un avion inamic și în lupta aeriană  dela Limanul Hagibei, când a doborît un avion sovietic. Are 70 misiuni pe front cu un deosebit curaj” și clasa Crucea de Aur cu 2 barete (16 februarie 1944) pentru bravura dovedită în „luptele de pe frontul Stalingrad, unde a executat 26 misiuni de vânătoare”.
A fost înaintat (în 1944 sau anterior) la gradul de adjutant aviator.

## Decorații
- Ordinul „Virtutea Aeronautică” de Război cu spade, clasa Crucea de Aur cu 1 baretă (4 noiembrie 1941)[2]
- Ordinul „Virtutea Aeronautică” cu spade, clasa Crucea de Aur cu 2 barete (16 februarie 1944)[3]